# Miðborg
Miðborg (« centre-ville »), aussi dénommé Miðbær et parfois Austurbær, est un district administratif de Reykjavik, la capitale de l'Islande.
C'est un centre administratif, où sont situés notamment l'Alþingishúsið (« la maison du Parlement ») et la Cour suprême d'Islande. 
Le quartier comporte également d'autres sites emblématiques de la ville tels que le lac Tjörnin, la Hallgrímskirkja (plus grande église d'Islande) et l'hôtel de ville de Reykjavík (Ráðhús Reykjavíkur (en)).